# Parti de Guernesey
Le Parti de Guernesey (en anglais : Guernsey Party) est un parti politique fondé en 2020 à Guernesey par Mark Heylar.
Lors des élections législatives de 2020 le parti présente 9 candidats, dont 6 réussissent à être élus aux États de Guernesey.

## Résultats
| Année | Voix   | %     | Élus   | Rang |
| ----- | ------ | ----- | ------ | ---- |
| 2020  | 63 844 | 10,02 | 6 / 40 | 2e   |